# Arthroleptis sylvatica
Arthroleptis sylvaticus là một loài ếch thuộc họ Arthroleptidae.
Loài này có ở Cameroon, Cộng hòa Trung Phi, Cộng hòa Congo, Cộng hòa Dân chủ Congo, Gabon, có thể cả Guinea Xích Đạo, và có thể cả Nigeria.
Môi trường sống tự nhiên của chúng là rừng ẩm vùng đất thấp nhiệt đới hoặc cận nhiệt đới.
Chúng hiện đang bị đe dọa vì mất môi trường sống.